# Вилликенс, Вернер
Вернер Вилликенс (нем. Werner Willikens, 8 февраля 1893, Финенбург — 21 октября 1961, Вольфенбюттель) — немецкий государственный деятель, статс-секретарь Имперского министерства продовольствия и сельского хозяйства, группенфюрер СС (30 января 1938).

## Биография
Окончил гимназию в Госларе. 27 февраля 1912 года поступил фанен-юнкером в 24-й полк полевой артиллерии. Участник Первой мировой войны, обер-лейтенант (1914), командовал артиллерийской батареей. За боевые заслуги был награждён Железным крестом 1-го и 2-го класса. После войны окончил сельскохозяйственныю школу в Галле. В 1924 году женился и стал владельцем большого крестьянского двора в Госларе.
В 1925 году вступил в НСДАП (билет № 3 355), руководитель местной группы (нем. Ortsgruppenleiter) и районный руководитель нацистской партии в Госларе. С мая 1928 года депутат рейхстага от Ганновера-Брауншвейга. С декабря 1931 года по июнь 1933 года был президентом Имперского земельного союза (нем. Reichslandbund). В мае 1933 года вступил в СС (билет № 56 180). С июля 1933 года статс-секретарь в прусском Министерстве сельского хозяйства, прусский государственный советник.
После учреждения 13 сентября 1933 года Имперского продовольственного сословия и назначения Рихарда Дарре имперским вождём крестьян (нем. Reichsbauernführer) являлся его заместителем. С 20 декабря 1933 года в штабе Управления СС по вопросам расы и поселения, а с 10 апреля 1935 года шеф Управления по вопросам поселения.
С 1935 года статс-секретарь Имперского министерства продовольствия и сельского хозяйства. 12 января 1940 года в информационном листке по аграрной политике (нем. NS-Landpost) опубликовал план по переселению крестьян из Бадена и Вюртемберга в рейхсгау Вартеланд. 30 января 1942 года зачислен в Штаб рейхсфюрера СС.
После войны был арестован и подвергался судебному преследованию. Занимался сельским хозяйством. Умер 21 октября 1961 года в Вольфенбюттеле.

## Награды
- Железный крест (1914) 2-го и 1-го класса (Королевство Пруссия)
- Нагрудный знак «За ранение» (1918) в серебре
- Шеврон старого бойца
- Почётный крест Первой мировой войны 1914/1918 с мечами (1934)
- Пряжка к Железному кресту 2-го и 1-го класса
- Крест военных заслуг 2-й и 1-й степени без мечей
- Золотой партийный знак НСДАП
- Медаль «За выслугу лет в НСДАП» в бронзе, серебре и золоте
- Медаль «За выслугу лет в СС»
- Кольцо «Мёртвая голова»
- Почётная шпага рейхсфюрера СС